# Pleidae
Pleidae Fieber, 1817, è una famiglia di insetti acquatici Nepomorfi (ordine Rhynchota, sottordine Heteroptera).

## Morfologia
Le Pleidae sono insetti di dimensioni piuttosto piccole, con corpo lungo 2-3 mm, marcatamente convesso, con profilo ovoidale e con colorazione pallida.
Il capo è in parte sovrastato dal pronoto, con il quale è parzialmente fuso e porta antenne brevi, non visibili dall'alto, composte di tre articoli. Gli occhi sono grandi e gli ocelli assenti. Il rostro è composto da 4 segmenti.
Il pronoto è ben sviluppato, di forma quadrangolare isodiametrica, lo scutello è relativamente piccolo e triangolare. Le emielitre hanno membrana coriacea, come in tutti i Notonectoidea, e ricoprono completamente l'addome. Nel complesso, l'aspetto di questi Rincoti ricorda quello dei Coleotteri per la marcata convessità del dorso e la sclerificazione completa delle emielitre. Le zampe hanno tarsi di tre segmenti e quelle posteriori sono adattate al nuoto, per la presenza di frange di lunghi peli.

## Biologia
Le Pleidae vivono generalmente in acque tranquille di stagni e laghi. Come tutti i Notonectoidea nuotano rovesciate sul dorso. A differenza delle Notonette, però, sono nuotatrici mediocri e in genere preferiscono camminare fra la vegetazione sommersa.
Sono predatrici e si nutrono a spese di piccoli invertebrati, fra i quali anche le larve di Zanzare.

## Sistematica
Lo schema tassonomico originario raggruppa Pleidae ed Helotrephidae in una superfamiglia (Pleoidea) distinta dai Notonectoidea per le piccole dimensioni e per la forma convessa del dorso. Questa classificazione ha subito una revisione a cavallo fra gli anni ottanta e novanta, con il raggruppamento di Pleidae, Helotrephidae e Notonectidae nell'unica superfamiglia dei Notonectoidea. Questa classificazione ricorre in genere nelle pubblicazioni più recenti.
La famiglia comprende nel complesso poco più di 35 specie. È cosmopolita, ma la maggior parte delle specie vive in ambiente tropicale. Le specie sono ripartite fra tre generi: Neoplea, Paraplea, Plea. Di questi sono presenti, in Europa, Paraplea e Plea.